# Монтескьё-Вольвестр
Монтескьё-Вольве́стр (фр. Montesquieu-Volvestre, окс. Montesquiu de Volvèstre) — коммуна во Франции, находится в регионе Юг — Пиренеи. Департамент — Верхняя Гаронна. Административный центр кантона Монтескьё-Вольвестр. Округ коммуны — Мюре.
Код INSEE коммуны — 31375.

## География

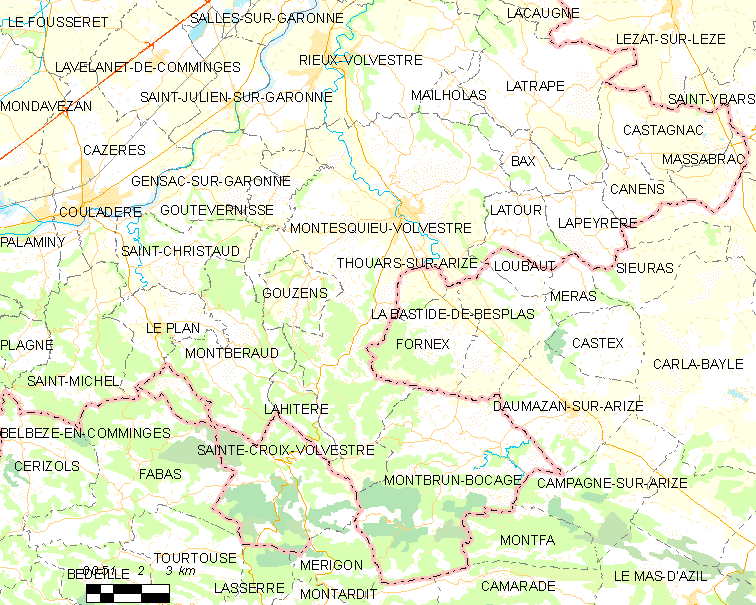
Карта коммуны

Коммуна расположена приблизительно в 640 км к югу от Парижа, в 50 км к югу от Тулузы.
По территории коммуны протекает река Ариз.

## Климат
Климат умеренно-океанический. Зима мягкая и снежная, весна характеризуется сильными дождями и грозами, лето сухое и жаркое, осень солнечная. Преобладают сильные юго-восточные и северо-западные ветры.

## Население
Население коммуны на 2010 год составляло 2997 человек.
| 1962 | 1968 | 1975 | 1982 | 1990 | 1999 | 2010 |
| ---- | ---- | ---- | ---- | ---- | ---- | ---- |
| 1915 | 1924 | 1950 | 2088 | 2117 | 2319 | 2997 |

## Администрация
| Период | Период | Фамилия       | Партия                  | Примечания               |
| ------ | ------ | ------------- | ----------------------- | ------------------------ |
| 1972   | 1990   | Андре Масса   | Социалистическая партия | член генерального совета |
| 1990   | 2002   | Патрик Лемаль | Социалистическая партия |                          |
| 2002   | 2014   | Анри Дежан    | Социалистическая партия |                          |
| 2014   | 2020   | Патрик Лемаль | Социалистическая партия |                          |

## Экономика
В 2010 году среди 1804 человек трудоспособного возраста (15—64 лет) 1293 были экономически активными, 511 — неактивными (показатель активности — 71,7 %, в 1999 году было 68,9 %). Из 1293 активных жителей работали 1123 человека (579 мужчин и 544 женщины), безработных было 170 (66 мужчин и 104 женщины). Среди 511 неактивных 141 человек были учениками или студентами, 191 — пенсионерами, 179 были неактивными по другим причинам.

## Достопримечательности
- Церковь Сен-Виктор (XIII век). Исторический памятник с 1983 года[4]
- Замок Пале (XV век). Исторический памятник с 1980 года[5]
- Водяная мельница Барро (XV век)

## Фотогалерея

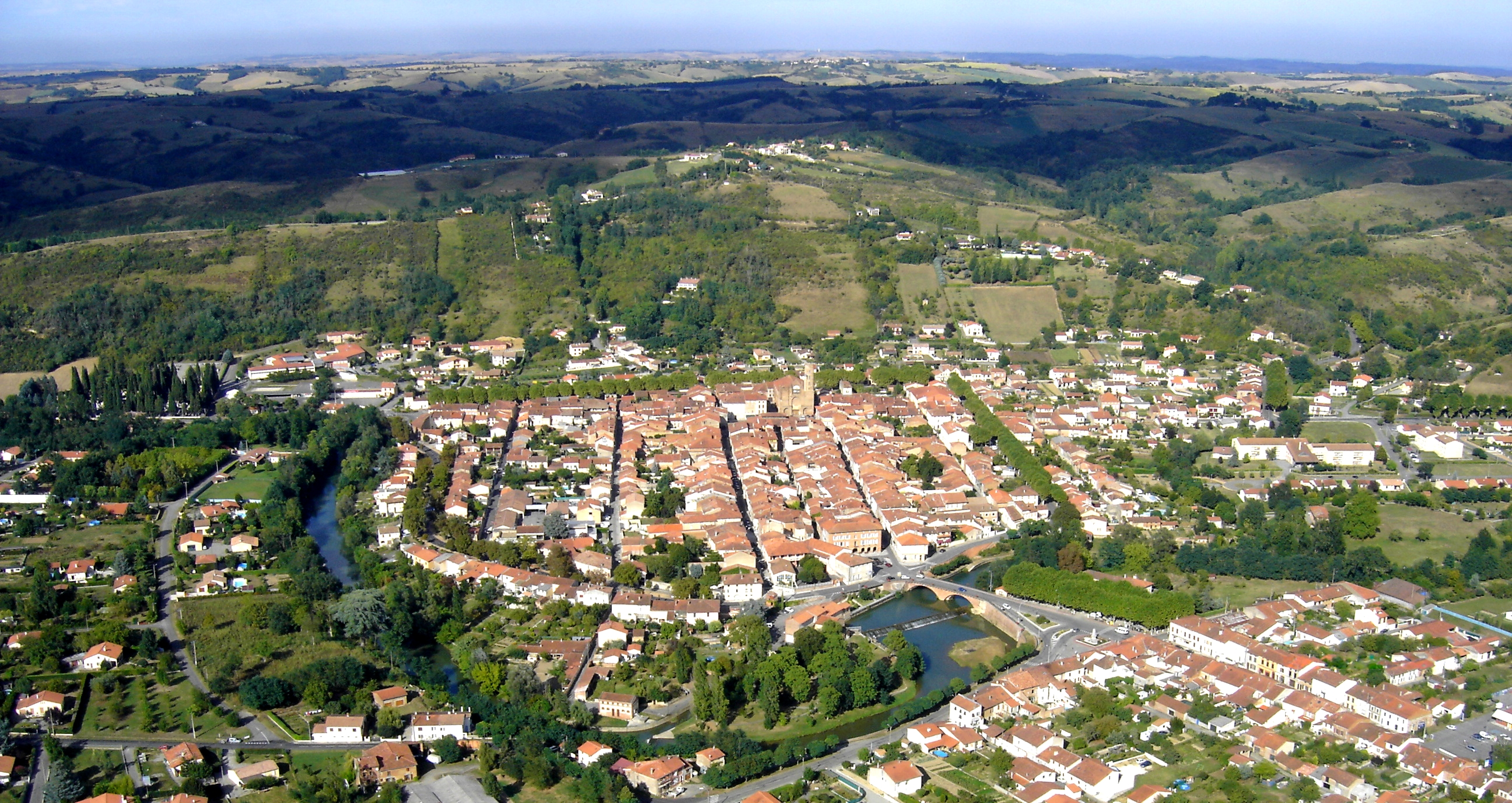
Монтескьё-Вольвестр
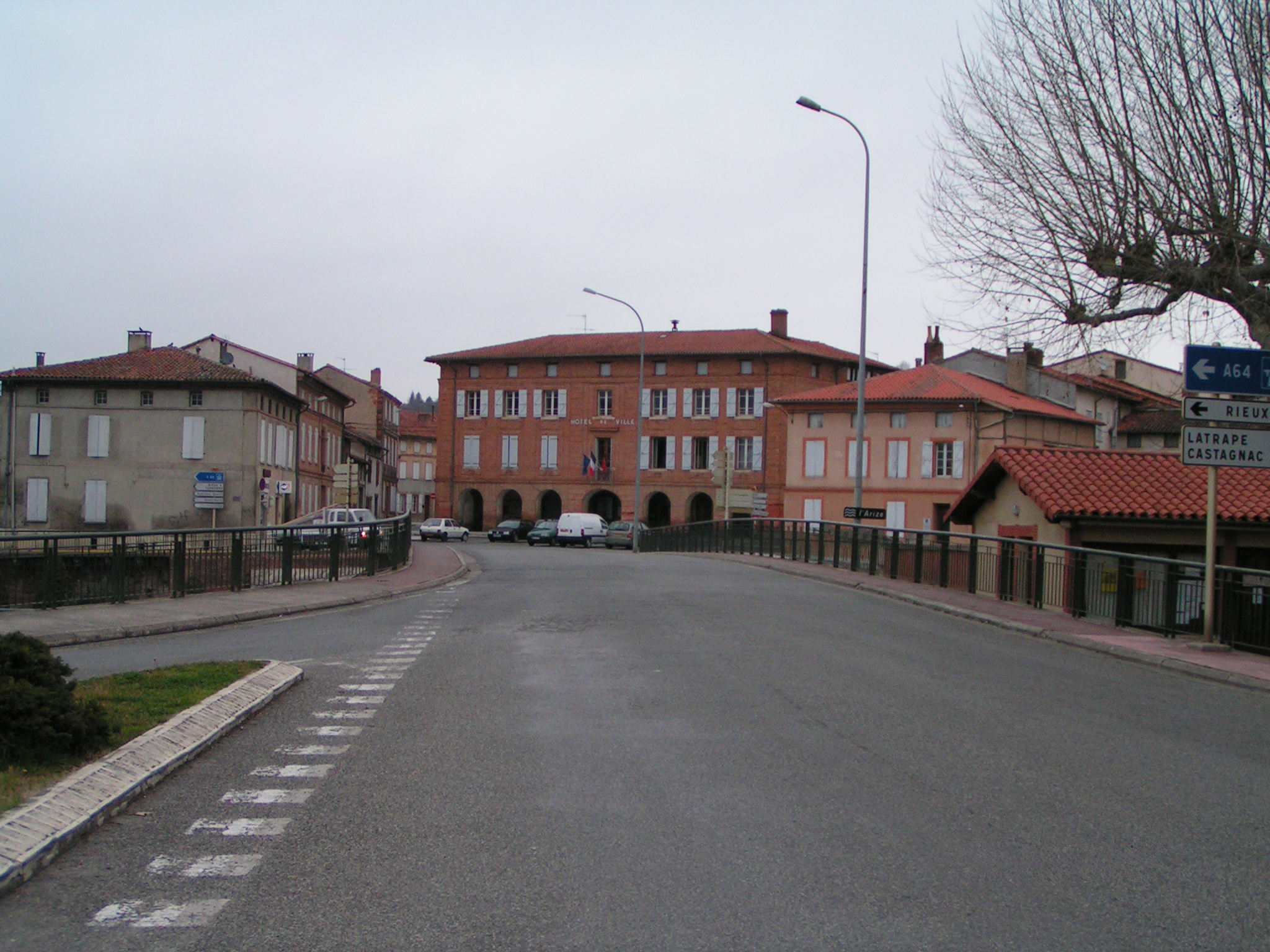
Монтескьё-Вольвестр
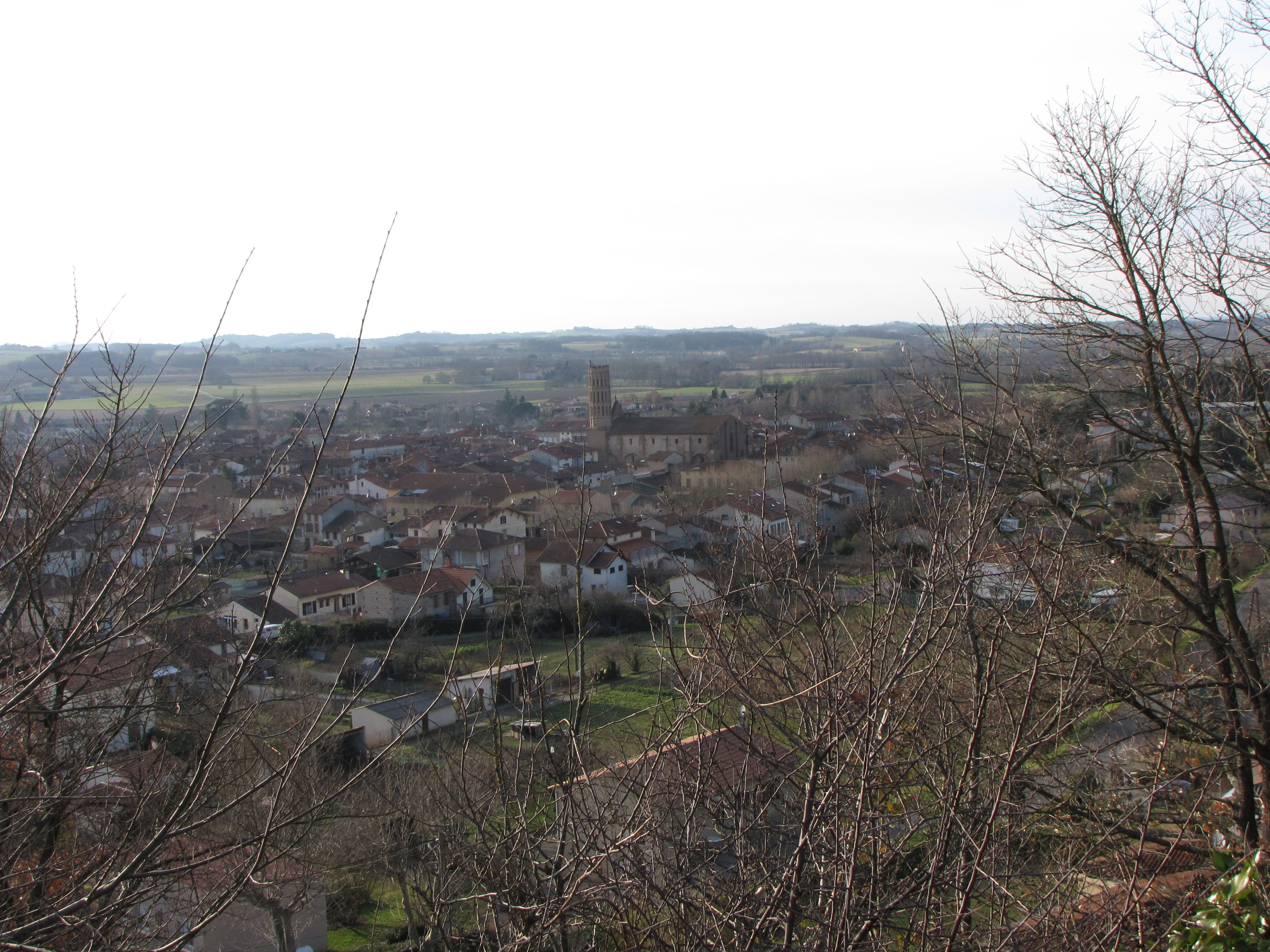
Монтескьё-Вольвестр
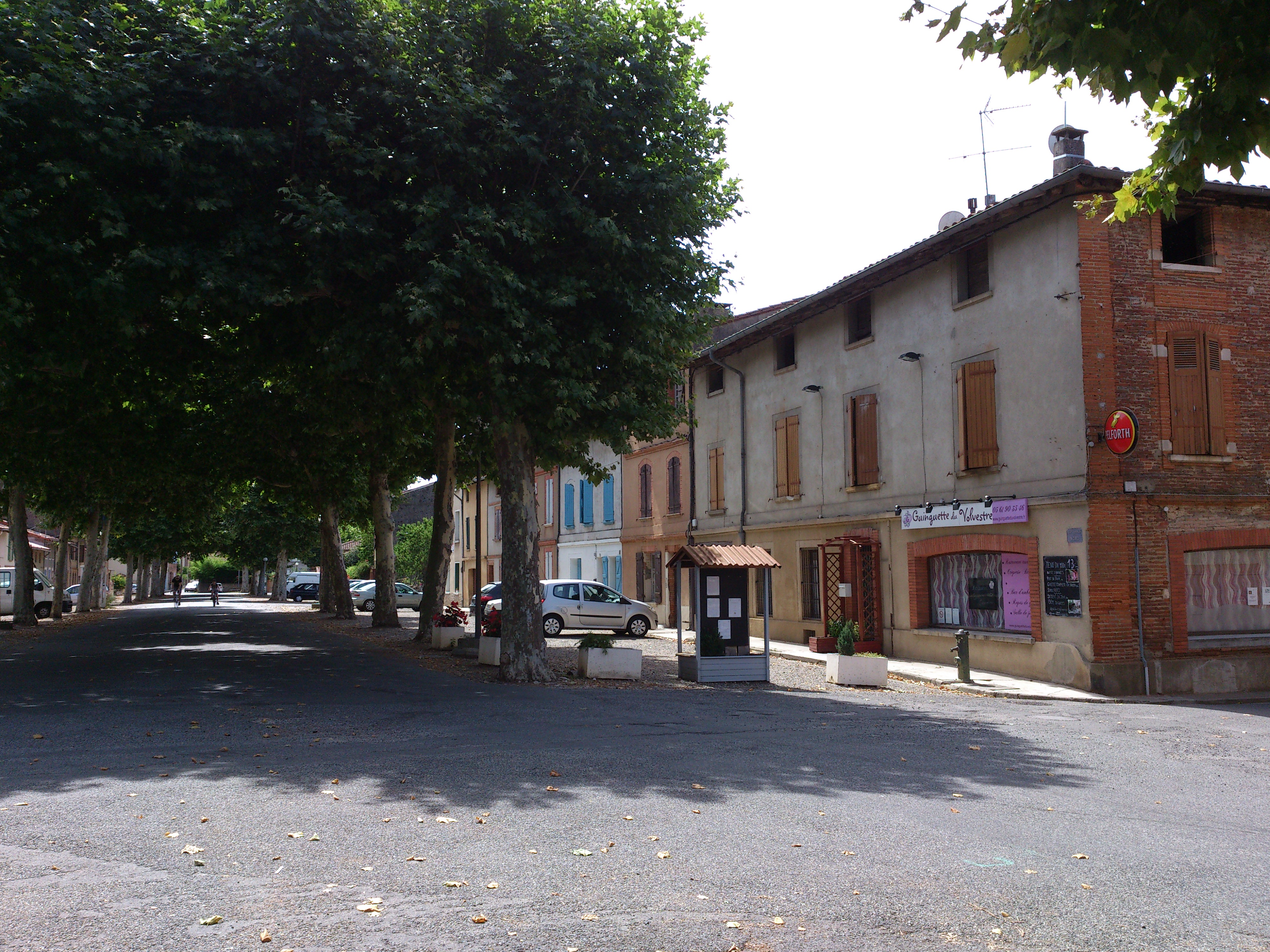
Монтескьё-Вольвестр
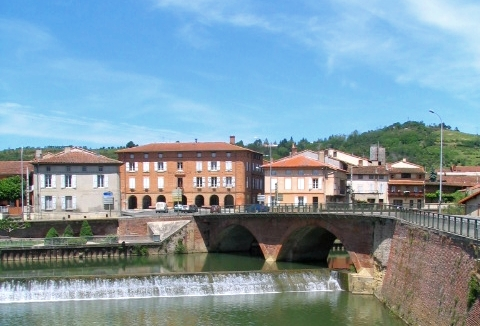
Мост через реку Ариз
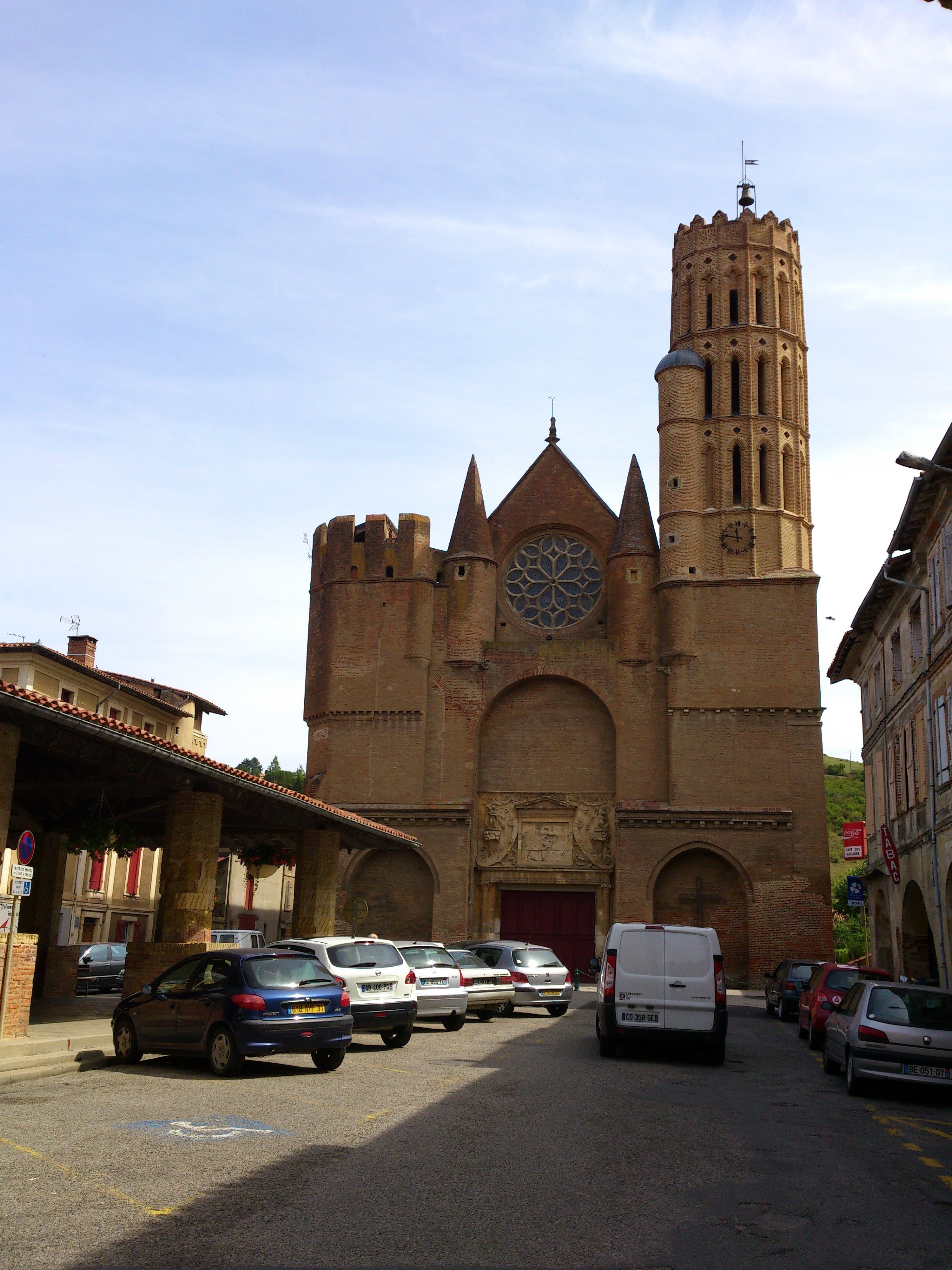
Церковь Сен-Виктор